# Philocheras parasculptus
Philocheras parasculptus is een garnalensoort uit de familie van de Crangonidae. De wetenschappelijke naam van de soort is voor het eerst geldig gepubliceerd in 1991 door Burukovsky.